# Meersburg

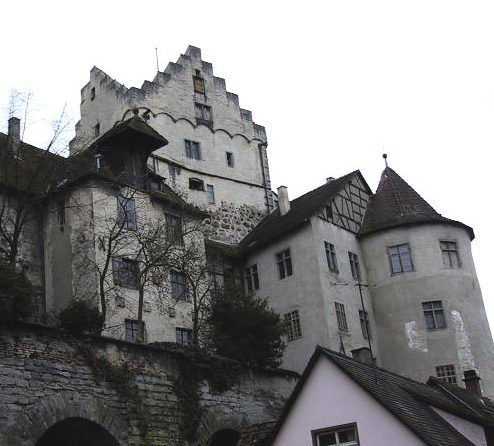
Vechiul castel din Meersburg

Meersburg este un oraș din landul Baden-Württemberg, situat pe malul Lacului Constanța.
Structura de bază a Castelului vechi datează probabil din secolul al VII-lea. Fostului sat pescăresc i s-a dat statutul de oraș în 1299. 
Meersburg a cunoscut zenitul importanței sale începând din 1599, când arhiepiscopii din Konstanz care fuseseră izgoniți de la sediul lor de către Reformă, și-au ales Meersburg ca nouă reședință și sediu al administrației.  Era aceasta a durat până când Napoleon a dizolvat toate teritoriile ecleziastice în 1803. 
Castelul vechi (Altes Schloss) este menționat pentru prima dată într-un document din 1113, dar este cu siguranță mult mai vechi. Se crede că regele merovingian Dagobert I a construit aici o fortificație în secolul al VII-lea pe care carolingienii care i-au urmat au folosit-o ca palat regal și imperial. În 1268, după ce a trecut din mâinile Guelfilor în cele ale Hohenstaufenilor, castelul a fost preluat de către prinții-episcopi din Konstanz, care l-au folosit ca reședință de vară, iar din 1526 ca reședință permanentă. În 1750 s-au mutat în Castelul nou (Neues Schoss), unde au stat până la sfârșitul stăpânirii lor în 1803. Castelul vechi a fost o perioadă scurtă proprietate de stat înainte de a fi cumpărat de către baronul Joseph von Lassberg, cumnatul scriitoarei Annette von Droste-Hülshoff (1797-1848). Este proprietate privată și în prezent (2009). Ca. 30 de camere pot fi vizitate de public tot anul, chiar și fără ghid. 

### Primari
- 1919–1937: Karl Moll
- 1937–1946: Fritz Vogt
- 1945–1946: Bruno Helmle
- 1946–1948: Otto Ehinger
- 1948–1958: Hans Netscher
- 1958–1968: Franz Gern
- 1969–1980: Horst Eickmeyer
- 1981–1997: Rudolf Landwehr (CDU)
- 1997–2005: Heinz Tausendfreund (CDU)
- 2005–2009: Sabine Becker (CDU)
- din 2009: Martin Brütsch (independent)

## Galerie

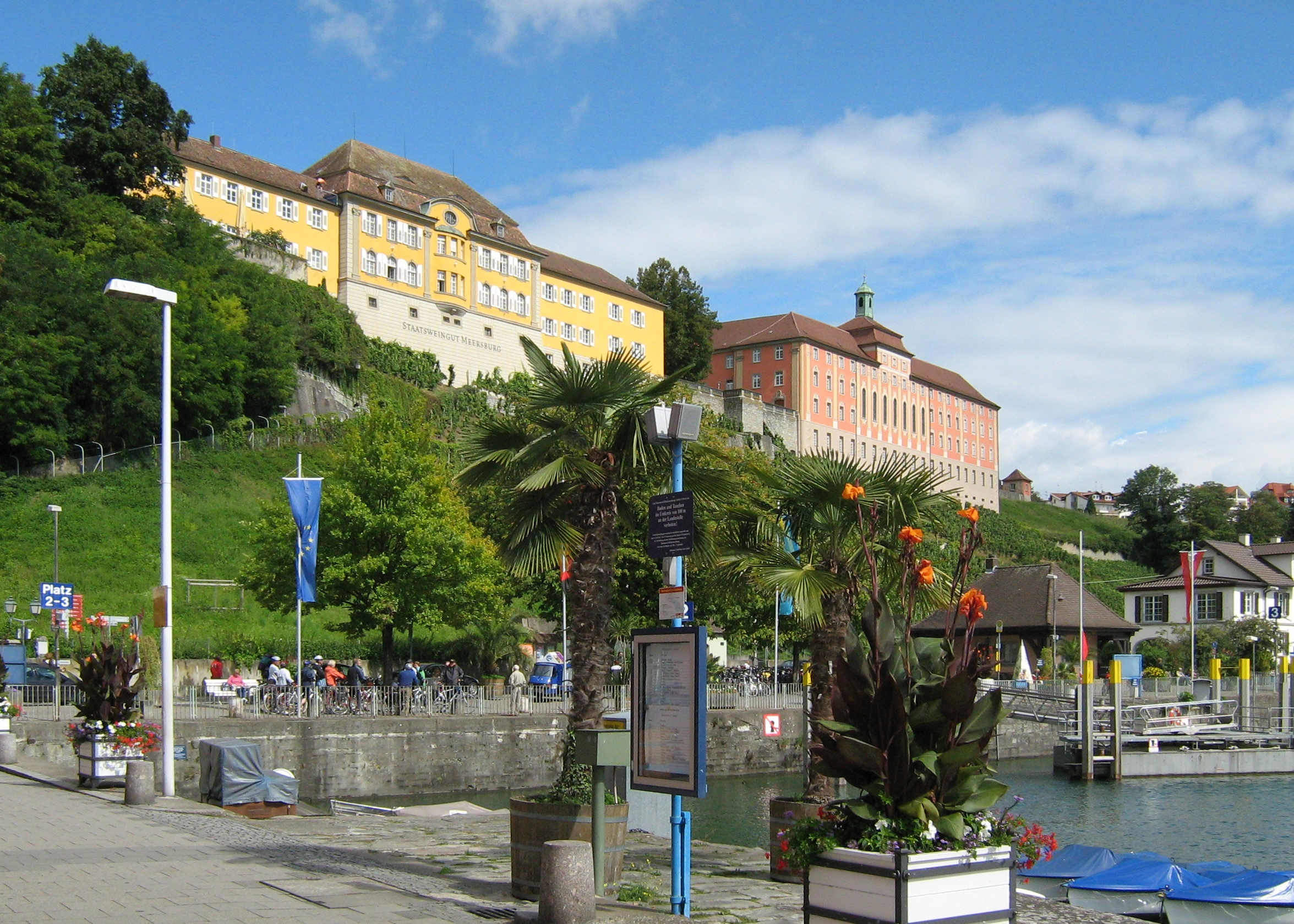
Staatsweingut (stânga), Colegiul Annette von Droste-Hülshoff (dreapta)
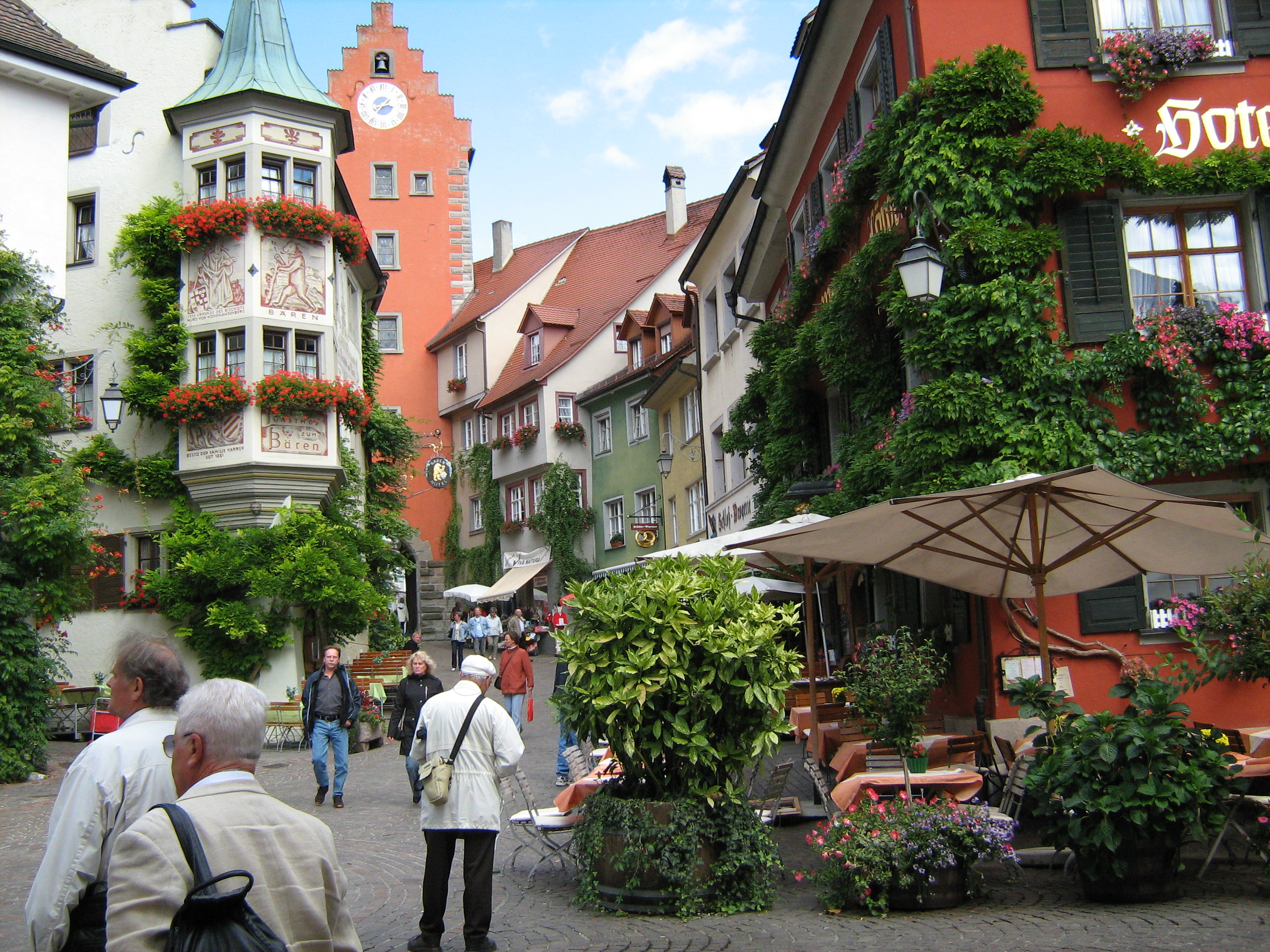
Centrul orașului
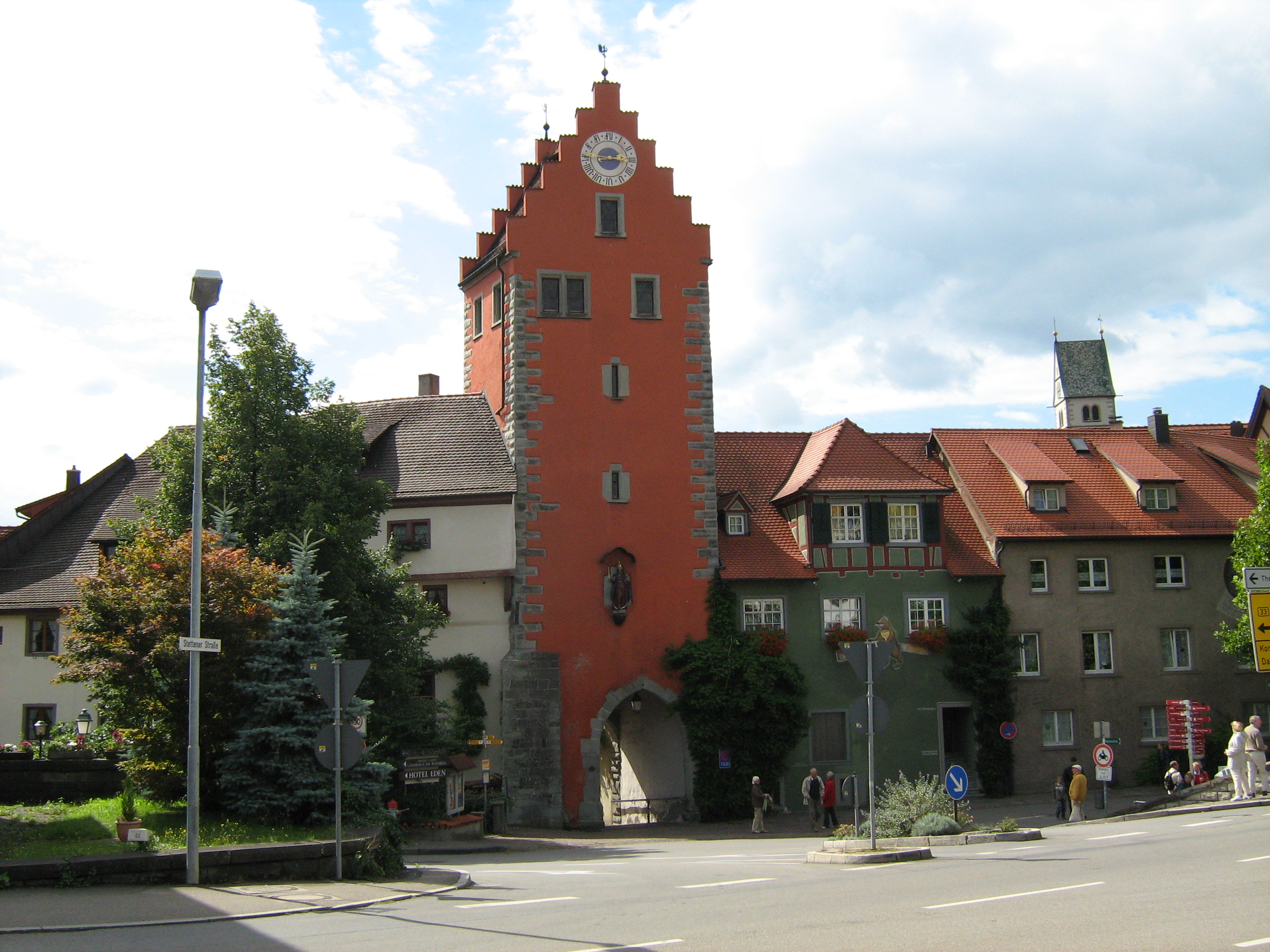
Poarta orașului
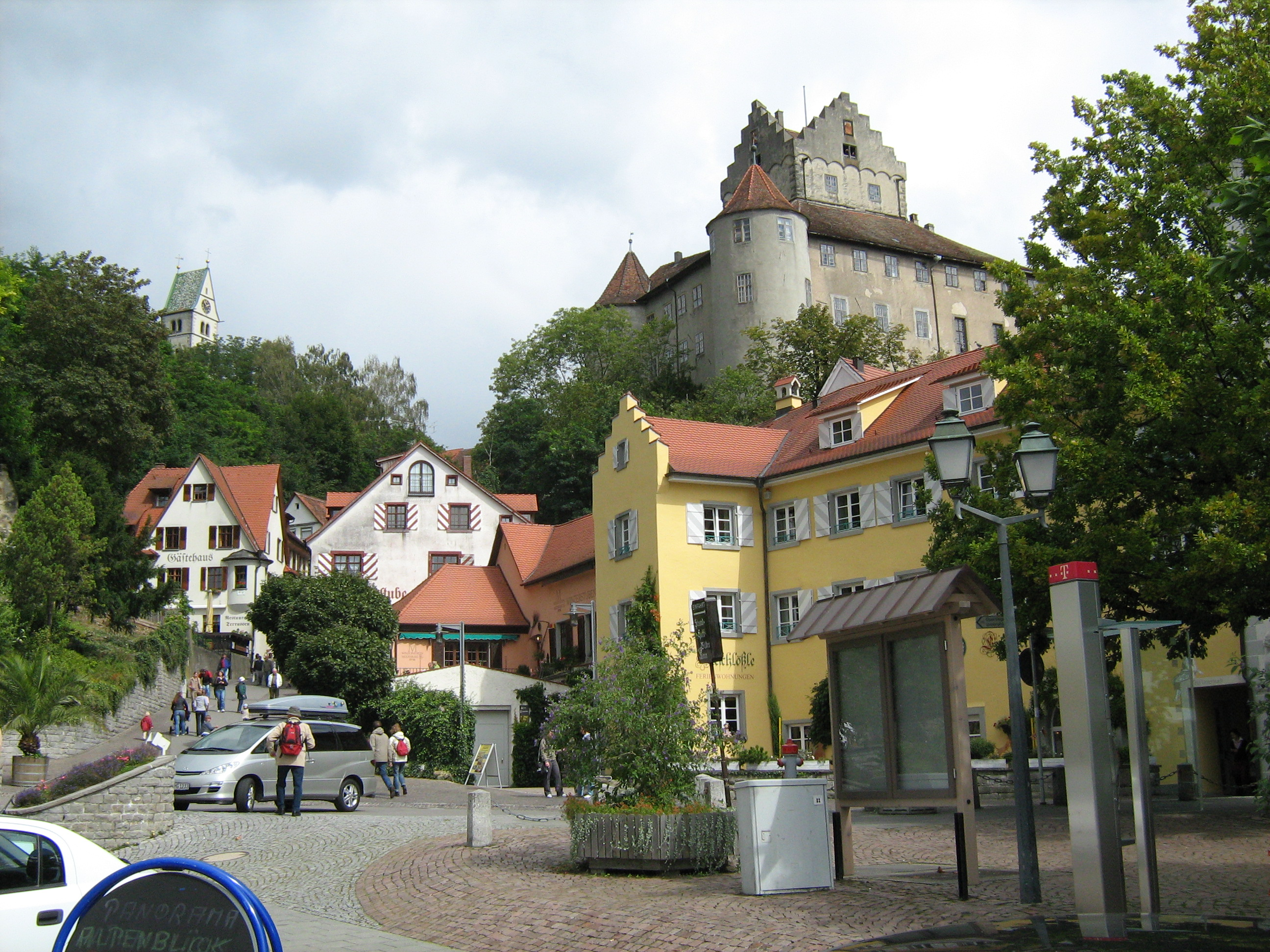
Orașul vechi